# Odessa Główna
Odessa Główna (ukr. Одеса-Головна) – stacja kolejowa w Odessie, w obwodzie odeskim, na Ukrainie. Znajduje się tu 6 peronów.